# Procopio (usurpador)
Procopio (en latín, Procopius, 326 - 27 de mayo de 366), fue usurpador romano contra Valente y miembro de la dinastía constantiniana.

## Biografía

### Orígenes y familia
Según Amiano Marcelino, Procopio era natural de Cilicia. Nacido en Corycus hacia el año 326, por parte de su madre Procopio era griego y primo materno del emperador Juliano, ya que su abuelo materno era Julio Juliano. 
Su primera esposa fue probablemente Artemisia, habiéndose casado en segundo lugar con la emperatriz viuda Faustina, mientras que el general romano del siglo V Procopio y su hijo, el emperador Procopio Antemio, son sus descendientes, siendo el primero el hijo de Procopio.

### Carrera
En 358, durante el reinado de Constancio II, fue enviado con Luciliano como enviado a la corte sasánida. En este período fue tribuno y notario.
Procopio entró en el séquito de Juliano y participó en la campaña del emperador contra el imperio persa en 363. Le confiaron conducir junto con Sebastiano a 30.000 hombres hacia Armenia, para unirse al rey Arsaces II de Armenia para controlar el alto Tigris y regresar a ayudar a Juliano, que se encontraba en Asiria.

### Reinado de Joviano
Sin embargo, Juliano murió y, cuando Procopio llegó al principal ejército romano cerca de Tilsafata, entre Nisibis y Singara, conoció al nuevo emperador, Joviano. Según Zósimo, Juliano le había dado a Procopio una túnica imperial, y le explicó su acto solo a él. Cuando Joviano fue aclamado emperador, Procopio le dio la túnica, le reveló la intención de Juliano y le pidió al nuevo emperador que se le permitiera retirarse a la vida privada; Joviano aceptó y Procopio y su familia se retiraron a Cesárea Mazaca. 
Amiano Marcelino, quien basó parte de su relato en el testimonio de Estrategio, cuenta que se difundió un rumor infundado, según el cual Juliano había ordenado a Procopio que tomara la púrpura en caso de su muerte. Temiendo la ira de Joviano, que había causado la muerte de otro candidato del ejército al trono (Joviano), Procopio se ocultó, pero luego supervisó el transporte del cuerpo de Juliano a Tarso y su posterior entierro, y solo más tarde fue a Cesárea con su familia. 

### Rebelión y ascenso al trono
Después de la repentina muerte de Joviano, los nuevos emperadores, Valentiniano I y Valente, enviaron algunos soldados para arrestar a Procopio. Se rindió, pero pidió conocer a su familia; hizo que sus captores comieran y bebieran, y luego aprovechó la oportunidad para huir con su familia, primero al Mar Negro y luego al Quersoneso Táurico, donde se escondieron. Sin embargo, Procopio vivía con el temor constante de ser traicionado o descubierto entre los bárbaros, y decidió ir a Constantinopla para pedir ayuda a Estrategio. 
Los historiadores antiguos difieren sobre los detalles exactos de la vida oculta de Procopio, pero convienen en que reapareció públicamente en Calcedonia ante el senador Estrategio y que no conocía la situación del momento: Joviano había muerto y Valentiniano I compartía la púrpura con su hermano Valente. Procopio se movió inmediatamente para declararse emperador. Sobornó a dos legiones estacionadas en Constantinopla para apoyar sus pretensiones, y tomó el control de la ciudad imperial. Poco después de esto, se proclamó emperador el 28 de septiembre de 365, tras lo que tomó rápidamente el control de las provincias de Tracia y posteriormente Bitinia.
Aunque Valente inicialmente se desesperó por no poder someter a la rebelión y se inclinó por la idea de llegar a un acuerdo con el usurpador, se recuperó rápidamente, guiado por los consejos de Salucio y Arinteo, y la capacidad superior de sus generales. Valente se encargó de eliminar al rebelde, y durante los meses siguientes reprimió a las ciudades y unidades que dudaban en su lealtad. Se impuso en dos batallas en Tiatira y Nacolia donde las fuerzas de Procopio fueron derrotadas. 

### Caída y muerte
Procopio huyó del campo de batalla, y durante un tiempo estuvo fugitivo en las tierras salvajes de Frigia, pero pronto fue traicionado y entregado a Valente por sus dos generales, Agilonio y Gomoario. Les habían prometido que serían "favorecidos" por Valente. Valente hizo ejecutar a su rival el 27 de mayo de 366, sujetando su cuerpo a dos árboles inclinados con fuerza. Cuando se soltaron los árboles, Procopio fue destrozado a semejanza de la legendaria ejecución del bandido Sinis. 
El "favor" que Valente mostró a Agilonio y Gomoario fue aserrarlos a la mitad.